# Hear 'n Aid

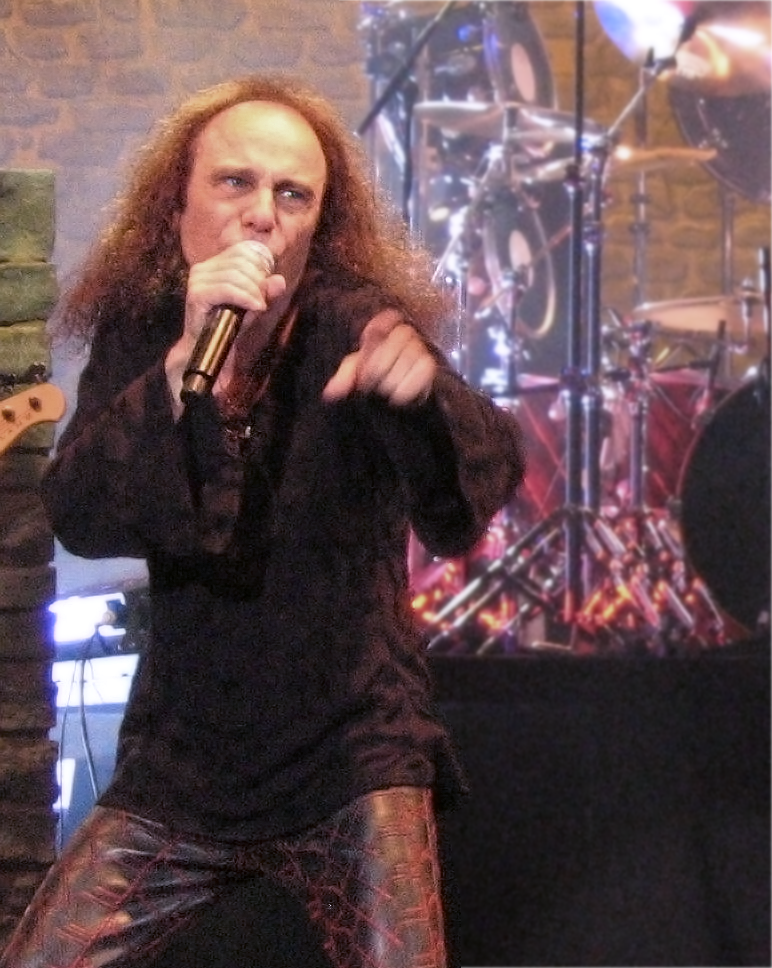
L'image montre Ronnie James Dio, chanteur de Hear n' Aid. La photo a été prise lors d'un concert à Katowice Spodek le 20 juin 2007.

 (décembre 2023).
Si vous disposez d'ouvrages ou d'articles de référence ou si vous connaissez des sites web de qualité traitant du thème abordé ici, merci de compléter l'article en donnant les références utiles à sa vérifiabilité et en les liant à la section « Notes et références ».

Hear n' Aid est un collectif de musiciens de la scène hard rock et heavy metal, formé en 1985, afin de lever des fonds contre les famines en Afrique. Un album, Stars, est sorti de cette collaboration. Outre la chanson collective Stars, l'album contient des morceaux tirés de la discothèque de différents artistes.

## AlbumStars
1. Hear 'n Aid - Stars
2. Accept - Up to the Limit (enregistrement public)
3. Motörhead - On the Road (enregistrement public)
4. Rush - Distant Early Warning (enregistrement public)
5. Kiss - Heaven's on Fire (enregistrement public)
6. Jimi Hendrix - Can You See Me
7. Dio - Hungry for Heaven (enregistrement public)
8. Y&T - Go for the Throat
9. Scorpions - The Zoo (enregistrement public)

## ChansonStars
La chanson a été composée et écrite par Ronnie James Dio, Jimmy Bain et Vivian Campbell. Elle fut enregistrée par 40 artistes les 20 et 21 mai 1985 aux studios de A&M Records à Hollywood (Californie, États-Unis d'Amérique).
Chant
- Ronnie James Dio (Dio)
- Rob Halford (Judas Priest)
- Don Dokken (Dokken)
- Eric Bloom (Blue Öyster Cult)
- Kevin DuBrow (Quiet Riot)
- Geoff Tate (Queensrÿche)
- Dave Meniketti (Y&T)
- Paul Shortino (Rough Cutt)

Chœurs
- Tommy Aldridge (Ozzy Osbourne)
- Dave Alford (Rough Cutt)
- Carmine Appice (Vanilla Fudge/King Kobra)
- Vinny Appice (Dio)
- Jimmy Bain (Dio)
- Frankie Banali (Quiet Riot)
- Mick Brown (Dokken)
- Vivian Campbell (Dio)
- Carlos Cavazo (Quiet Riot)
- Amir Derakh (Rough Cutt)
- Buck Dharma (Blue Öyster Cult)
- Brad Gillis (Night Ranger)
- Craig Goldy (Giuffria)
- Chris Hager (Rough Cutt)
- Chris Holmes (W.A.S.P.)
- Blackie Lawless (W.A.S.P.)
- George Lynch (Dokken)
- Yngwie Malmsteen
- Mick Mars (Mötley Crüe)
- Michael McKean (David St. Hubbins de Spinal Tap)
- Vince Neil (Mötley Crüe)
- Ted Nugent
- Eddie Ojeda (Twisted Sister)
- Jeff Pilson (Dokken)
- Rudy Sarzo (Quiet Riot)
- Claude Schnell (Dio)
- Neal Schon (Journey)
- Harry Shearer (Derek Smalls de Spinal Tap)
- Mark Stein (Vanilla Fudge)
- Matt Thorr (Rough Cutt)

Guitaristes solistes
- Vivian Campbell (Dio)
- Carlos Cavazo (Quiet Riot)
- Buck Dharma (Blue Öyster Cult)
- Brad Gillis (Night Ranger)
- Craig Goldy (Giuffria)
- George Lynch (Dokken)
- Yngwie Malmsteen
- Eddie Ojeda (Twisted Sister)
- Neal Schon (Journey)

Guitaristes accompagnateurs
- Dave Murray (Iron Maiden)
- Adrian Smith (Iron Maiden)

Bassiste
- Jimmy Bain (Dio)

Batteurs
- Vinny Appice (Dio)
- Frankie Banali (Quiet Riot)

Claviers
- Claude Schnell (Dio)